# Porto de Piriápolis
O Porto de Piriápolis está localizado nas águas do rio da Prata, em Piriápolis, departamento de Maldonado, Uruguai. Foi inaugurado em 1916.
O porto permite a entrada de veleiros, embarcações de pesca artesanal e até balsas. Possui um ancoradouro de 5 hectares (4.200 m²), altamente protegido hidraulicamente por dois quebra-mares de 450 m e 130 m de comprimento. Possui uma esplanada portuária de 8.100 m², inserida em uma área portuária de 1 ha (3.000 m²), que abriga os serviços portuários, a área administrativa e um passeio para pedestres.

## História

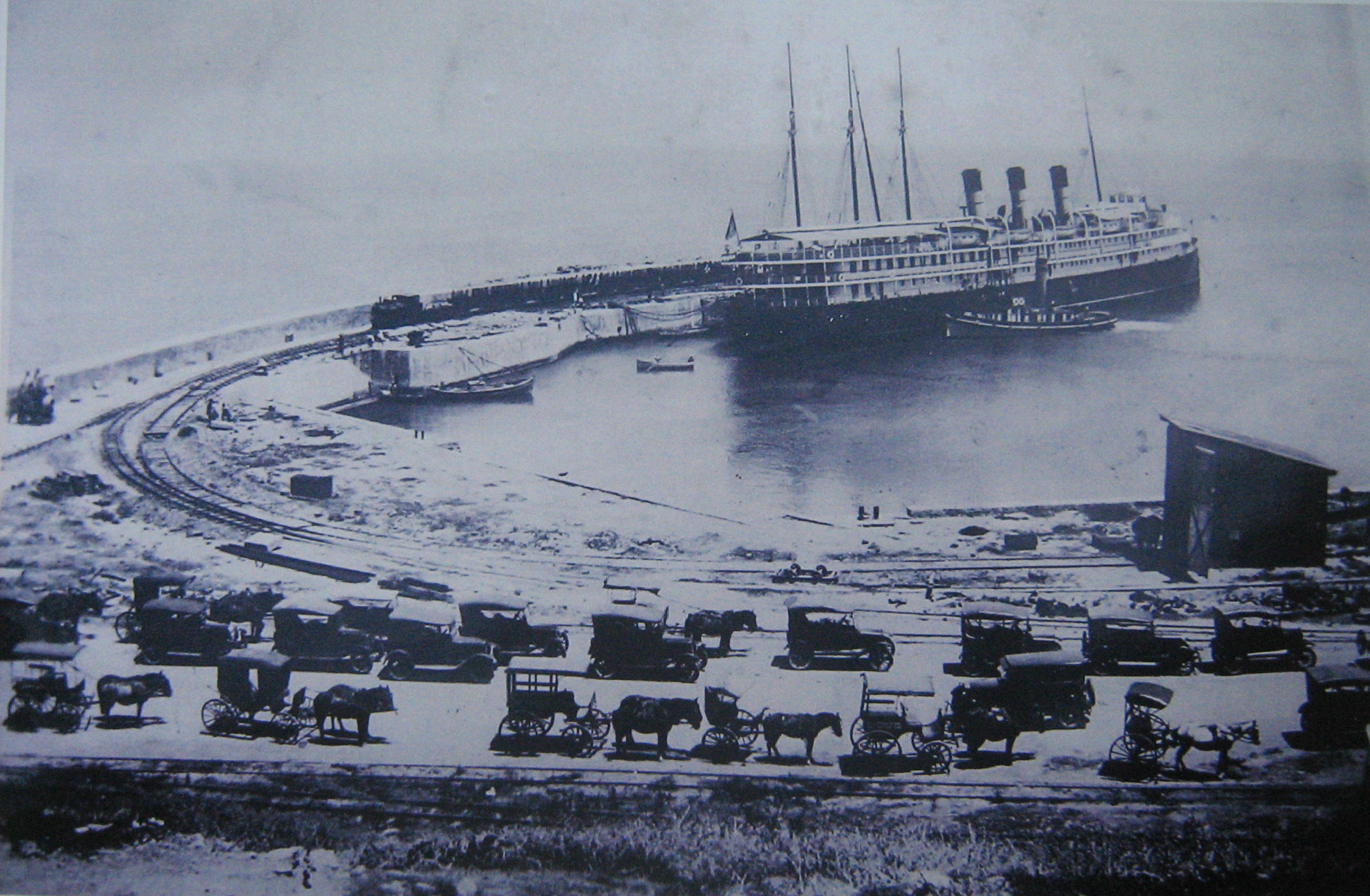
O porto de Piriápolis por volta de 1910.

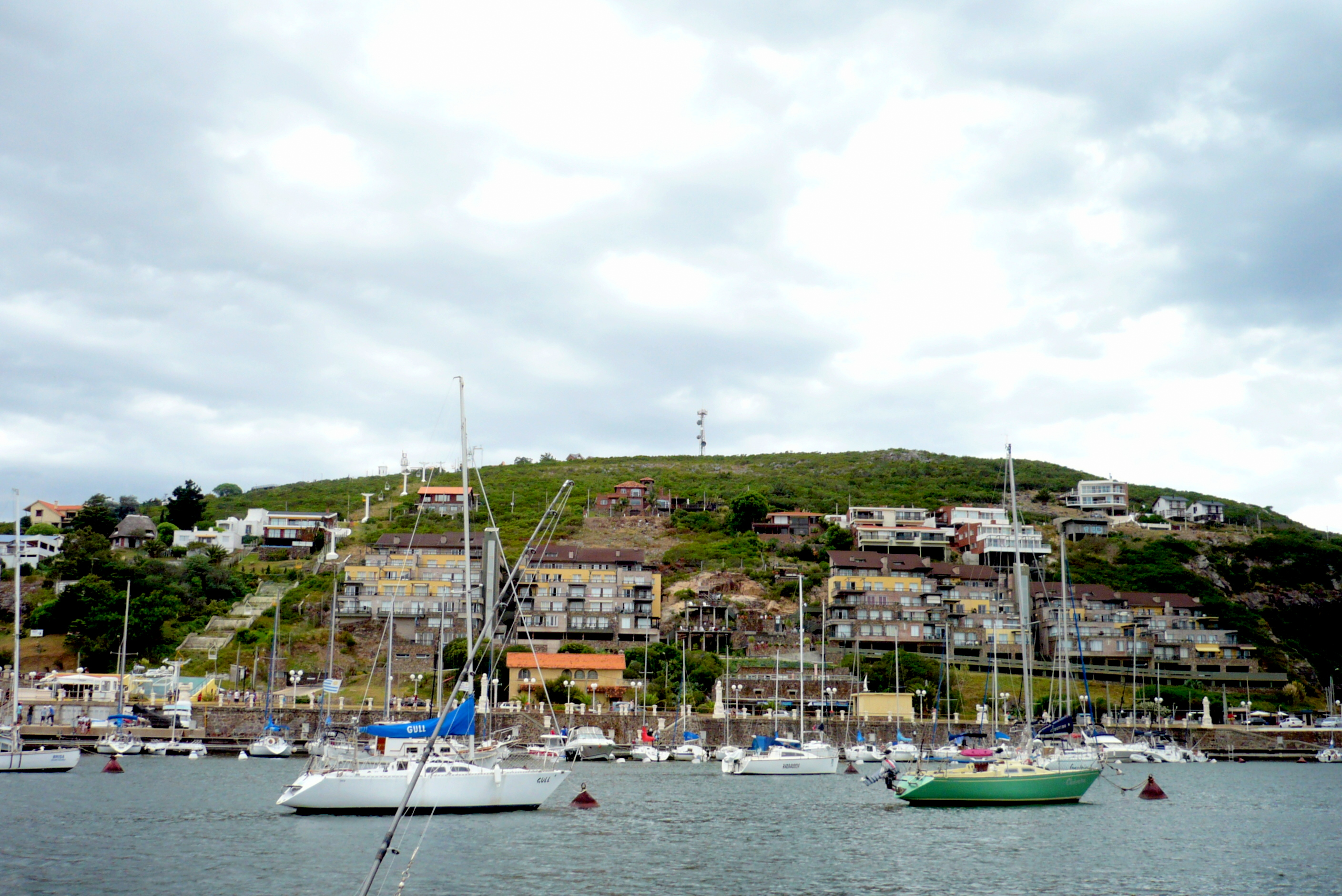
O porto de Piriápolis no ano de 2012.

Junto com o projeto de Francisco Piria de construir a cidade de Piriápolis, houve também a construção de um porto próximo a ela. O projeto do porto foi aprovado em 1907 e habilitado e inaugurado em 1916. Pedras do cerro San Antonio, localizado próximo ao porto, foram utilizadas para a construção do quebra-mar e do muro do porto, e granito do Cerro Pan de Azúcar foi utilizado para os detalhes mais finos. Durante sua construção, o porto foi destruído duas vezes por tempestades marítimas, o que atrasou a conclusão das obras.
Em 1997, o porto foi reaberto após uma reforma, dotando-o de instalações náuticas mais modernas e fácil acesso para atracação de embarcações esportivas.
De 1998 a 2003, navios da empresa Buquebus chegavam de Buenos Aires.
É administrado pela Dirección Nacional de Hidrografía do Ministério de Transportes e Obras Públicas do Uruguai.

## Capacidade

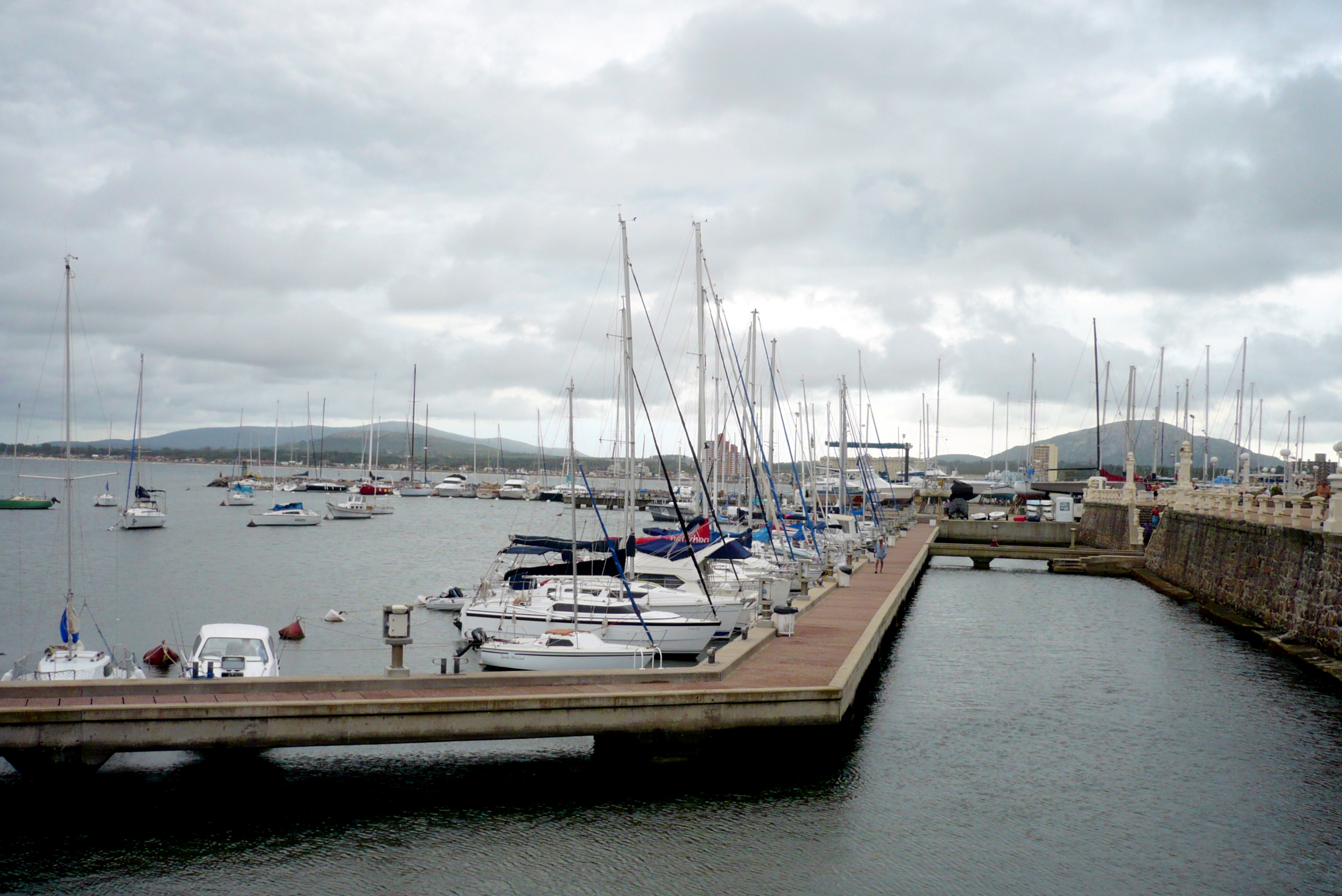
Interior do porto.

- Amarração do cais: 70 embarcações esportivas.[2]
- Capacidade de embarcações atracadas na esplanada: 50 embarcações esportivas.
- Embarcações de tráfego: 5 embarcações.
- Embarcações de pesca artesanal: 10 embarcações.
- Cais comercial: balsa (de passageiros + veículos automotores) de até 80 m de comprimento.
- Calado: cais desportivo de 3 a 6 m; cais comercial de 6 m.

## Serviços
O porto oferece serviço para embarcações de travelift (lançamento e encalhe) para embarcações pesando de 10 a 100 toneladas e com comprimentos variando de 12 a 30 m. Água potável, eletricidade, combustível, banheiros e sanitários estão disponíveis.